# Dino Mazzi
Dino Mazzi (Livorno, 22 febbraio 1922 – ...) è stato un calciatore italiano, di ruolo difensore.

## Carriera
Inizia la carriera giocando in prestito nel Pontedera e in seguito torna al Livorno (club in cui già aveva giocato a livello giovanile) con cui nel 1944 gioca nel Campionato Toscano; rimane in squadra anche dopo la fine della Seconda guerra mondiale e nella stagione 1945-1946 gioca 2 partite in Divisione Nazionale più altre 3 partite nella fase finale del campionato, per un totale di 5 presenze ed un gol. A fine stagione viene ceduto alla Lucchese con cui gioca 18 partite in Serie B 1946-1947; gioca nella serie cadetta anche l'anno successivo con la Scafatese con cui colleziona 30 presenze per poi trasferirsi al Rosignano Solvay con cui gioca in Serie C fino al ritiro nel 1952.

## Palmarès

### Club

#### Competizioni nazionali
- Serie B: 1

Lucchese: 1946-1947